# Endophénotype
L'endophénotype est un terme d'épidémiologie génétique utilisé pour séparer les symptômes comportementaux en phénotypes plus stables ayant un lien génétique. Le concept a été inventé par Bernard Jean et Kenneth R. Lewis dans un document de 1966 tentant d'expliquer la répartition géographique des sauterelles. Ils ont prétendu que la répartition géographique n'a pu être expliquée par l'« exophénotype » apparent et externe des sauterelles, mais par leur « endophénotype » microscopique et interne.
L'autre utilisation majeure de ce terme a été en psychiatrie génétique (en), pour combler l'écart entre le haut niveau des symptômes[Quoi ?] et le faible niveau de variabilité génétique, tels que les polymorphismes de nucléotides simples. Il est donc d'autant plus applicable aux troubles plus héréditaires, tels que le trouble bipolaire et la schizophrénie. Depuis, le concept s'est étendu à de nombreux autres domaines, tels que l'étude du TDAH, de la toxicomanie, la maladie d'Alzheimer, de l'obésité et de la fibrose kystique. Certains autres termes ayant un sens similaire, mais qui n'insistent pas sur le lien génétique, sont « phénotype intermédiaire », « marqueur biologique », « trait subclinique », « marqueur de vulnérabilité », et « marqueurs cognitifs »,. La force d'un endophénotype est sa capacité à différencier les diagnostics possibles pour des cas qui manifestent des symptômes similaires.

## Définition
Dans la recherche en psychiatrie, les critères pour qu'un biomarqueur puisse être appelé « endophénotype » comprennent le fait que,, :
1. Un endophénotype doit être différent d'une maladie dans la population ;
2. Un endophénotype doit être héréditaire ;
3. Un endophénotype ne doit pas être dépendant de l'état (c'est-à-dire se manifester si la maladie est active ou en rémission) ;
4. Un endophénotype doit différer de la maladie au sein des familles ;
5. Un endophénotype doit être présent à un taux plus élevé au sein des familles touchées que dans la population ;
6. Un endophénotype doit pouvoir être mesuré de façon fiable et être spécifique à la maladie d'intérêt.

## Pour la schizophrénie
Dans le cas de la schizophrénie, le symptôme manifeste peut être une psychose, mais les phénotypes sous-jacents sont, par exemple, un manque de déclenchement sensoriel (en) et un déclin de la mémoire de travail. Ces deux traits ont clairement une composante génétique et peuvent donc être appelés « endophénotypes ». Un candidat sérieux pour l'endophénotype de la schizophrénie est l'inhibition pré-impulsion (en), la capacité d'inhiber la réaction face à des stimuli effrayant[réf. nécessaire].
Certains gènes qui pourraient expliquer certains traits endophénotypiques dans la schizophrénie comprennent :
- RELN – codant la protéine réprimée dans le cerveau des patients. Dans une étude de 2008, ses variantes ont été associées à la performance aux tests de mémoire de travail verbale et visuelle, dans les familles proches des patients[14].
- FABP7 (en), codant la Fatty acid-binding protein 7 (brain), un SNP qui a été associé à la schizophrénie dans une étude de 2008[15], est également lié à l'inhibition pré-impulsion chez la souris[15].
- CHRNA7 (en), codant les récepteurs nicotiniques neuronaux de la sous-unité alpha7 du récepteur à l'acétylcholine. Les récepteurs contenant l'alpha7 sont connus pour améliorer l'inhibition pré-impulsion, ainsi que les états pré-attentifs et soutenus[16].

## Pour le trouble bipolaire
Dans le trouble bipolaire, un endophénotype communément identifié est un déficit en reconnaissance des émotions du visage qui se retrouve chez les personnes ayant un trouble bipolaire, et chez les personnes qui sont « à risque » (c'est-à-dire ayant un parent au premier degré avec trouble bipolaire). En utilisant l'imagerie par résonance magnétique fonctionnelle (IRMf), cet endophénotype a été lié à un dysfonctionnement dans les régions dorso-latérale et ventro-latérale du cortex préfrontal, le Cortex cingulaire antérieur, le striatum, et l'amygdale. Un polymorphisme dans le gène CACNA1C codant les canaux calciques voltage-dépendants (en) Cav1.2 (en) a été trouvé associé à des déficits de reconnaissance des émotions faciales.

## Pour le suicide
Le concept d'endophénotype a également été utilisé dans les études sur le suicide. Les caractéristiques de la personnalité peuvent être considérées comme des endophénotypes qui peuvent exercer un effet de diathèse sur la sensibilité d'un individu à des comportements suicidaires. Bien que l'identification précise de ces endophénotypes est controversée, certains traits, tels que l'impulsivité et l'agressivité, sont souvent cités comme facteurs de risque. Une telle base génétique pour l'un de ces risques endophénotypes a été proposée en 2007 pour être le gène codant la sérotonine des récepteurs 5-HT1B (en), connus pour être pertinents dans les comportements agressifs.